# Badia de Tànger
La Badia de Tánger (en àrab: خليج طنجة, Chalidż Tandża; en francès: Baie de Tanger) és un cos d'aigua a prop de Tànger al nord del país africà del Marroc, i en les proximitats de l'estret de Gibraltar. Generalment, el Cap Espartel i el Cap Malabata defineixen els seus límits.
L'Avinguda d'Espanya (Avenue d'Espagne) està al llarg de la badia i és famosa pels seus hotels.